# Середні Татмиші
Середні Татмиші́ (рос. Средние Татмыши, чув. Вăтакас Татмăш) — присілок у складі Канаського району Чувашії, Росія. Входить до складу Янгліцького сільського поселення.
Населення — 277 осіб (2010; 297 у 2002).
Національний склад:
- чуваші — 99 %